# Chitwoodia menora
Chitwoodia menora är en rundmaskart som beskrevs av Gerlach 1956. Chitwoodia menora ingår i släktet Chitwoodia och familjen Axonolaimidae. Arten är reproducerande i Sverige. Inga underarter finns listade i Catalogue of Life.